# Агенор (цар Аргоса)
Агенор (дав.-гр. Ἀγήνωρ, «Мужній») — персонаж давньогрецької міфології, цар Аргоса. За однією з версій, син Екбаса (сина Аргоса) і Еврісаби. Батько Аргоса Всевидючого (або царя Аргоса). За іншою версією, Агенор — син Тріопа і батько Кротопа, брат Іаса і Мессени.
При ньому з Аргоса в Елевсін втік Трохіл. В Аргосі був священний гай царя Агенора, до нього аргосці гнали овець для спарювання. Також Агенору приписується введення конярства і створення кінноти.